# Ciomny Les (stacja kolejowa)
Ciomny Les (biał. Цёмны Лес, ros. Тёмный Лес) – stacja kolejowa w miejscowości Ciomny Les, w rejonie drybińskim, w obwodzie mohylewskim, na Białorusi. Położona jest na linii Orsza - Krzyczew - Uniecza.
Jest to najbliżej położona stacja kolejowa od stolicy rejonu Drybina.